# 林韜
林韜（1983年7月2日—）是一名华裔美籍的小說家、散文家、詩人和演員。他被認為是“美國當代極具爭議的華裔作家之一”。 他目前已經出版了三部小說、兩部詩集、一部短篇小說選集，同時他還在互聯網上提供大量的在線內容以供閱讀。
從2012年5月開始，林韜便在《Vice》雜誌開設了一個每週專欄，“與毒品有關的Photoshop藝術（Drug-Related Photoshop Art）”。 除了專欄之外，林韜也為該雜誌提供小說及詩歌等體裁的文章。在早期，林韜主要是向《思想目錄（Thought Catalog）》投稿，後來也逐步向《紐約觀察者》、《Gawker》、《詩歌基金會》、《信徒雜誌》等刊物供稿。
2008年11月，林韜創立了他的獨立出版社——穆穆社（Muumuu House）。而在2010年，他與人聯合創立了獨立電影製片公司——搖頭丸電影公司（MDMA Films）。

## 早年生活
林韜出生在美國佛吉尼亞州的亚历山德里亚，他的父母均是台灣人。目前林韜定居在紐約州的布魯克林。
2005年他從紐約州立大學新聞學畢業，獲文學士學位。他曾在瓦萨学院、堪薩斯城市藝術學院、北卡罗来纳大学教堂山分校等大學舉辦過有關他寫作和文學的講座。目前他在莎拉劳伦斯学院教授名為“當代短篇小說”的研究生課程。

## 寫作生涯

### 2006年
2006年11月，林韜出版的第一本書，詩集《你比我幸福一點點（you are a little bit happier than i am）》由出版。這本書成為的“十二月大獎”獲得者，同時也成為小規模出版書籍中的暢銷書。

## 反響評論
林韜的作品得到了褒貶不一的評價，《Gawker》雜誌就認為“他（林韜）是我們對付過的最讓人頭痛的人”， 但他隨後就獲得了“原諒”。 在得到《Gawker》雜誌“原諒”之後，他們發表了林韜的部份作品。
《L Magazine》評論道，“我們早就被林韜那空虛的姿態以及‘己所不欲勿施於人’式的宿舍哲學探討方式所深深地激怒”。 《紐約雜誌》的寫手山姆·安德森（Sam Anderson）也贊同“解雇林韜”，但他同事也認為“（林韜）非常聰明且有趣，是一個受歡迎的年輕藝術家”。 米蘭達·朱莉（Miranda July）曾經評論過他的工作是“動人和必須的”。
《大西洋雜誌》上的某篇文章描述過林韜有一個“相當驚人的”自我推銷方式，該文寫道“與其他作者相較而言，（林韜）是如此地公開和透明。你可以瞭解到他每天忙碌工作的每個細節，甚至包括他下篇小說的具體字數……”
林韜的作品在英國也得到了越來越多的稱讚，《衛報》上就有關他作品的積極評價， 而《倫敦圖書評論》也對林韜的寫作生涯有過報導。

## 商業投資

### 出版公司
2008年年底，林韜創立了一家名為“穆穆社”（Muumuu House）的文學出版公司。 穆穆社迄今已經為艾倫·肯尼迪（Ellen Kennedy）、布蘭登·斯科特·格雷爾（Brandon Scott Gorrell）和梅根·博伊爾（Megan Boyle）出版了詩歌集或散文集。同時，穆穆社也為本·勒納、西納·赫迪等人出版了電子讀物。

### 製片公司
林韜與梅根·博伊爾在2010年年底創立獨立電影製片公司搖頭丸電影公司（MDMA Films）。 他們共計製作發行了一部有關比比·齊瓦的紀錄片和兩部名為《搖頭丸》（MDMA）和《呢喃核》（Mumblecore）劇情片，

## 已出版作品
詩集
- 《你比我幸福一點點（you are a little bit happier than i am）》（2006年）：出版
- 《行為認知療法（cognitive-behavioral therapy）》（2008年）：出版

長篇小說
- 《咿咿咿（Eeeee Eee Eeee）》（2007年）：出版
- 《理查德·葉慈（Richard Yates）》（2010年）：出版
- 《台北（Taipei）》（2013年）：蘭登書屋出版

中篇小說
- 《從泛美服飾店里行竊（Shoplifting from American Apparel）》（2009年）：出版

短篇小說集
- 《床》（2007年）：出版

### 已出版中文版作品
- 《咿咿咿》（2010年12月）：沈意卿翻譯，一人出版社出版 ISBN 9787513302654
- 《床》（2012年11月）：王彥達翻譯，新星出版社出版 ISBN 9787513309189

## 外部連結
- 林韜官方網站（英文）

- 林韜的X（前Twitter）